# Oroszlánmakákó
A oroszlánmakákó (Macaca leonina) az emlősök (Mammalia) osztályának a főemlősök (Primates) rendjéhez, ezen belül a cerkóffélék (Cercopithecidae) családjához és a cerkófmajomformák (Cercopithecinae) alcsaládjához tartozó állatfaj.

## Előfordulása
Dél- és Délkelet-Ázsia dzsungeleinek lakója. Betelepítettnek számít az indiai Andamán-szigeteken.

## Megjelenése
Farka kurta. Bundája aranybarna - akárcsak a dél-amerikai rágcsáló agutinak. A faj névadó jellegzetessége a sörénye. A hím testhossza 52–60 cm, míg a nőstényé meg 40–50 cm; a hím farokhossza 18–25 cm, míg a nőstényé 16–20 cm; a hím tömege 6–12 kg, míg a nőstényé 4,5–6 kg.

## Életmódja
Nappal - amikor aktív - a fákon vagy a földön tölti idejét gyümölcsök, levelek, rügyek, hajtások, gombák, rovarok, rákok és fészkelő madarak keresgélésével. Csapatosan él, egy horda 5-40 egyedből áll, a hordában materiális hierarchia van. A párzási időszak januártól májusig tart. 162-186 napig tartó vemhesség végén csupán egy kölyök jön világra, "akit" az anyaállat 8-12 hónapig szoptat. Az ivarérettség 4 évesen kezdődik.